# C-72R

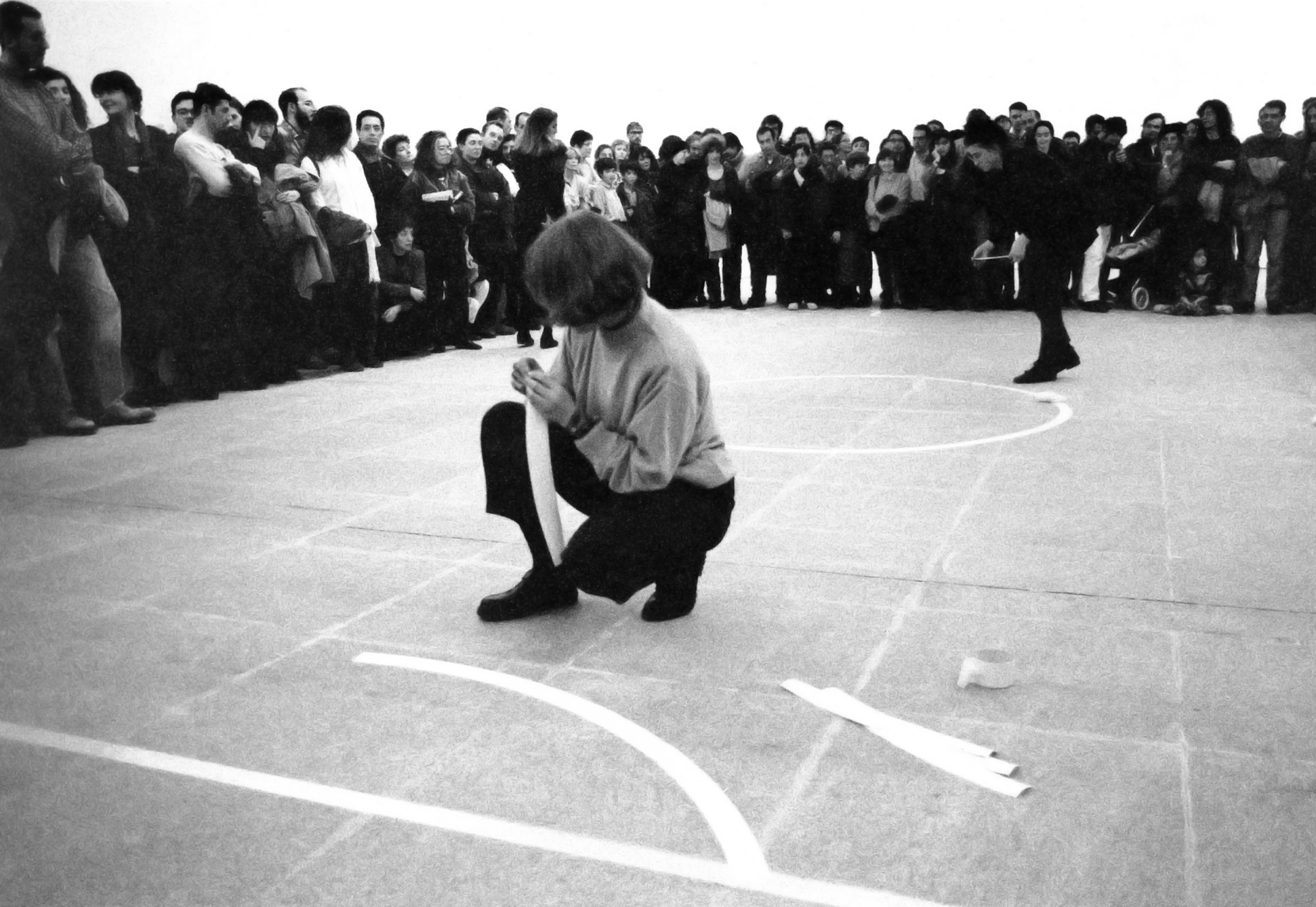
Acció Temps mort, cicle La acción, MNCARS Museo Nacional de Arte Reina Sofía, 5 de novembre de 1994. Foto: Juan Ramon Yuste.

C-72R és el nom d'un grup d’art conceptual nascut a Barcelona l'any 1991 centrat en l'art d'acció. El seu nom prové d'unes etiquetes seriades trobades per atzar en un contenidor de rebuig. Des dels seus orígens, el grup destacà pel seu caràcter provocador, nihilista i crític en relació amb el context polític, artístic i social, fet que va propiciar un encaix difícil amb l'entorn artístic del moment i conduí a una pràctica artística sovint desenvolupada al marge dels canals oficials de l'art.
Integrat per Mònica Buxó (Vic, 1965), Marta Domínguez Sensada (Barcelona, 1967) i Sònia Buxó (Vic, 1967), fou el primer grup d’artistes, integrat exclusivament per dones, amb un enfocament feminista a Catalunya.

## Posicionament ideològic i estètic
Les propostes de C-72R tenien punts en comú amb l'art conceptual, el dadaisme i Fluxus, i es materialitzaven a través d'un llenguatge i una poètica propis que se situaven entre l'art d'acció a la instal·lació. Els continguts de les propostes tingueren com a objectiu la dissolució dels patrons habituals, conformistes de pensament i comportament, la proposta de pràctiques d’entrenament perceptiu i creatiu, així com una visió crítica i de presa de consciència social. Aquest enfocament entrava en diàleg amb l'entorn, el significat aportat per una determinada ubicació o context, la seva història, funció o els elements propis d’aquell espai, sovint presos com a referents. La concepció de les seves propostes, considerades com a obra oberta, implicaven un rol actiu de l'espectador.

## Història
Des dels seus orígens, el col·lectiu va realitzar més d'una setantena d'accions i intervencions artístiques en diversos espais i centres d'art, com el Museo Nacional Centro de Arte Reina Sofia, l'Espai 13 a la Fundació Joan Miró de Barcelona, el Palau de la Virreina de Barcelona, ARBAR i es va mostrar el seu treball en exposicions com Acció, una història provisional dels 90 al Museu d'Art Contemporani de Barcelona. La seva obra està recollida en diverses col·leccions, com la del MACBA o la de la Muga Caula.